# Понир
Понир је насељено мјесто на подручју града Бање Луке, Република Српска, БиХ. Припада месној заједници Дебељаци.

## Становништво
У периоду до 1969. године и земљотреса у Бањој Луци, радила је школа са четири разреда. Насеље је бројало око 400 становника. Међу презименима породица заступљених у овом насељу су Томић, Вишекруна, Чолић, Кучук, Сумоња.
|             | 2013.       | 1991.       | 1981.        | 1971.        |
| Укупно      | 14 (100,0%) | 60 (100,0%) | 109 (100,0%) | 240 (100,0%) |
| Срби        | 14 (100,0%) | 60 (100,0%) | 96 (88,07%)  | 239 (99,58%) |
| Југословени | –           | –           | 11 (10,09%)  | 1 (0,417%)   |
| Остали      | –           | –           | 2 (1,835%)   | –            |

| Демографија | Демографија | Демографија |
| Година      | Становника  | Становника  |
| ----------- | ----------- | ----------- |
| 1961.       | 421         |             |
| 1971.       | 240         |             |
| 1981.       | 109         |             |
| 1991.       | 60          |             |